# Nikotintyggegummi
Nikotintyggegummi er tyggegummi tilsat nikotin, som også findes i tobak. Tyggegummiet er beregnet til rygere, som gerne vil have stillet deres rygetrang uden rent faktisk at ryge, da nikotin er det mest vanedannende stof i de fleste cigaretter og cigarer m.m.
Blandt de mest kendte mærker finder man Nicotinell.